# 譜第郡司
譜第郡司（ふだいぐんじ）とは、日本律令制において代々郡司に補任される家柄の家あるいはそこに属する郡司のこと。

## 概要
令制の選叙令において郡司の要件として「清廉な性格」と「時務に堪えられる」ことが要件として挙げられているが、同等であれば国造の家を優先させるという解説が付記されている。つまり、原則的には「才用主義（実力主義）」を掲げながらも、実際にはヤマト王権以来の伝統的な豪族勢力である「譜第」にも配慮した人事政策が求められた（「譜第主義」）。
天平7年5月21日（735年6月16日）、朝廷は「難波朝廷以還、譜第重大之家」より郡司候補者を選任するように命じた。これは大化の改新以来評督・評造を務めた家柄の指すと考えられている。天平勝宝元年（749年）には、郡単位で「譜第重大」の家を数家選定してその嫡流のみに譜第としての資格を認めることとした。こうした譜第の郡司には他に「立郡以来之譜第」即ち大宝律令による郡制度制定時に郡司を務めていた家柄、そして「労効二世已上」と呼ばれる郡制度導入後に才用によって2代以上にわたって郡司を務めた家柄（「労効譜第」）に分かれていた。「難波朝廷」及び「立郡以来」の譜第は所謂伝統的あるいはこれに準じた家柄に属する豪族が「譜第主義」によって採用されたものであり、こうした経緯で採用された者を「立郡譜第」とも称した。
一方「労効譜第」及び譜第以外の郡司は「才用主義」に基づく登用であった。このために郡司起用の際に、譜第主義を採れば才用があっても登用されず、逆に才用主義を採れば古代以来の名門でも才能がないとして登用されないという事態が考えられたために、両者の依拠する立場は相反する事になり、両者間の激しい対立の原因となった。
延暦5年8月8日（786年9月4日）の桓武天皇の詔勅には、国衙や郡衙の正倉が焼けるいわゆる「神火」事件の一因として譜第郡司が（才用任用の）同輩郡司を陥れるために火を放った例を挙げている程であった。このため、延暦17年（798年）には譜第郡司の停止と才用主義への一本化を行ったが、弘仁2年（811年）には、譜第の方が地域に権威があって優れているとした藤原園人の奏上を受けて反対に才用郡司の停止と譜第主義への一本化（譜第の不在の場合に限り才用によって選ぶ）が行われた。もっとも、この変化の背景には才用主義を盾に中央の式部省が諸国の郡司任用に関与するのを阻止して自己の政務に都合の良い人選をしようと図る国司側の働きかけという側面も有した。後に、譜第の家柄を大宝立郡時以前からの家に限定して「労効二世」を否定する。
以後、官職の世襲化とともに譜第郡司による郡司世襲が固定化されることとなった。